# Badminton 2002
Höhepunkte des Badmintonjahres 2002 waren die Asienspiele, die Commonwealth Games, der Thomas Cup und der Uber Cup.
== World Badminton Grand Prix ==
| Veranstaltung       | Herreneinzel           | Dameneinzel          | Herrendoppel                            | Damendoppel                                     | Mixed                             |
| ------------------- | ---------------------- | -------------------- | --------------------------------------- | ----------------------------------------------- | --------------------------------- |
| Thailand Open       | abgesagt               | abgesagt             | abgesagt                                | abgesagt                                        | abgesagt                          |
| All England         | Chen Hong              | Camilla Martin       | Ha Tae-kwon Kim Dong-moon               | Gao Ling Huang Sui                              | Kim Dong-moon Ra Kyung-min        |
| Swiss Open          | Marleve Mainaky        | Mia Audina Tjiptawan | Lee Dong-soo Yoo Yong-sung              | Ra Kyung-min Lee Kyung-won                      | Kim Dong-moon Ra Kyung-min        |
| Korea Open          | Lin Dan                | Zhang Ning           | Ha Tae-kwon Kim Dong-moon               | Gao Ling Huang Sui                              | Kim Dong-moon Ra Kyung-min        |
| Japan Open          | Lee Hyun-il            | Zhou Mi              | Chan Chong Ming Chew Choon Eng          | Ra Kyung-min Lee Kyung-won                      | Kim Dong-moon Ra Kyung-min        |
| Malaysia Open       | James Chua             | Hu Ting              | Liu Yong Chen Qiqiu                     | Huang Nanyan Yang Wei                           | Nathan Robertson Gail Emms        |
| Chinese Taipei Open | Taufik Hidayat         | Wang Chen            | Ha Tae-kwon Kim Dong-moon               | Saralee Thungthongkam Sathinee Chankrachangwong | Tri Kusharyanto Emma Ermawati     |
| Singapur Open       | Chen Hong              | Zhou Mi              | Flandy Limpele Eng Hian                 | Huang Nanyan Yang Wei                           | Kim Dong-moon Ra Kyung-min        |
| Indonesia Open      | Taufik Hidayat         | Gong Ruina           | Lee Dong-soo Yoo Yong-sung              | Gao Ling Huang Sui                              | Bambang Suprianto Emma Ermawati   |
| US Open             | Peter Gade             | Julia Mann           | Tony Gunawan Khankham Malaythong        | Joanne Wright Natalie Munt                      | Tony Gunawan Eti Tantra           |
| Puerto Rico Open    | Peter Rasmussen        | Denyse Julien        | Tony Gunawan Khankham Malaythong        | Felicity Gallup Joanne Muggeridge               | Tony Gunawan Mesinee Mangkalakiri |
| Dutch Open          | Wong Choong Hann       | Mia Audina           | Ha Tae-kwon Kim Dong-moon               | Ann-Lou Jørgensen Rikke Olsen                   | Kim Dong-moon Lee Kyung-won       |
| Denmark Open        | Chen Hong              | Camilla Martin       | Ha Tae-kwon Kim Dong-moon               | Wei Yili Zhao Tingting                          | Kim Dong-moon Hwang Yu-mi         |
| German Open         | Niels Christian Kaldau | Pi Hongyan           | Jonas Rasmussen Lars Paaske             | Mia Audina Lotte Jonathans                      | Michael Søgaard Rikke Olsen       |
| China Open          | Wong Choong Hann       | Gong Ruina           | Pramote Teerawiwatana Tesana Panvisavas | Gao Ling Huang Sui                              | Zhang Jun Gao Ling                |
| Hong Kong Open      | abgesagt               | abgesagt             | abgesagt                                | abgesagt                                        | abgesagt                          |

## Terminkalender
| Veranstaltung                                    | Ort                      | Beginn             | Ende               |
| ------------------------------------------------ | ------------------------ | ------------------ | ------------------ |
| Westdeutsche Badmintonmeisterschaft 2002         | Stupsk                   | 4. Januar 2002     | 6. Januar 2002     |
| Portugal International 2002                      | Caldas da Rainha         | 10. Januar 2002    | 13. Januar 2002    |
| Malaysische Badmintonmeisterschaft 2001/2002     | Kuala Lumpur             | 24. Januar 2002    | 27. Januar 2002    |
| Malaysische Badmintonmeisterschaft 2001/2002     | Kuala Lumpur             | 24. Januar 2002    | 27. Januar 2002    |
| Englische Badmintonmeisterschaft 2002            | Burgess Hill             | 1. Februar 2002    | 3. Februar 2002    |
| Polnische Badmintonmeisterschaft 2002            | Głubczyce                | 1. Februar 2002    | 3. Februar 2002    |
| Dänische Badmintonmeisterschaft 2002             | Haderslev                | 2. Februar 2002    | 3. Februar 2002    |
| Estnische Badmintonmeisterschaft 2002            | Tallinn                  | 2. Februar 2002    | 3. Februar 2002    |
| All England 2002                                 | Birmingham               | 5. März 2002       | 9. März 2002       |
| German Juniors 2002                              | Bottrop                  | 7. März 2002       | 10. März 2002      |
| Swiss Open 2002                                  | Münchenstein             | 12. März 2002      | 17. März 2002      |
| French Open 2002                                 | Paris                    | 14. März 2002      | 17. März 2002      |
| Czech Juniors 2002                               | Liberec                  | 23. März 2002      | 24. März 2002      |
| Dutch International 2002                         | Wateringen               | 28. März 2002      | 31. März 2002      |
| Badminton-Europameisterschaft 2002               | Malmö                    | 13. April 2002     | 20. April 2002     |
| Badminton-Mannschaftseuropameisterschaft 2002    | Malmö                    | 13. April 2002     | 20. April 2002     |
| Österreichische Badmintonmeisterschaft 2002      | Klagenfurt am Wörthersee | 3. Mai 2002        | 5. Mai 2002        |
| Thomas Cup 2002                                  | Guangzhou                | 9. Mai 2002        | 19. Mai 2002       |
| Uber Cup 2002                                    | Guangzhou                | 9. Mai 2002        | 19. Mai 2002       |
| Tschechische Badmintonmeisterschaft 2002         | Rychnov nad Kněžnou      | 10. Mai 2002       | 12. Mai 2002       |
| Strasbourg International 2002                    | Straßburg                | 11. Mai 2002       | 12. Mai 2002       |
| Portugiesische Badmintonmeisterschaft 2002       | Santa Maria da Feira     | 18. Mai 2002       | 19. Mai 2002       |
| Senioren-Badmintoneuropameisterschaft 2002       | Radebeul                 | 22. Mai 2002       | 26. Mai 2002       |
| Malaysia Open 2002                               | Bayan Baru               | 25. Juni 2002      | 30. Juni 2002      |
| Junioren-Badmintonasienmeisterschaft 2002        | Kuala Lumpur             | 14. Juli 2002      | 21. Juli 2002      |
| Badminton-Afrikameisterschaft 2002               | Casablanca               | 15. Juli 2002      | 21. Juli 2002      |
| Badminton bei den Commonwealth Games 2002        | Manchester               | 25. Juli 2002      | 4. August 2002     |
| Singapur Open 2002                               | Singapur                 | 19. August 2002    | 25. August 2002    |
| Carebaco-Meisterschaft 2002                      | Mayagüez                 | 23. August 2002    | 25. August 2002    |
| Indonesia Open 2002                              | Surabaya                 | 26. August 2002    | 1. September 2002  |
| Mauritius International 2002                     | Beau Bassin-Rose Hill    | 13. September 2002 | 15. September 2002 |
| US Open 2002                                     | Orange                   | 17. September 2002 | 21. September 2002 |
| Bulgarian International 2002                     | Sofia                    | 18. September 2002 | 22. September 2002 |
| Czech International 2002                         | Most                     | 2. Oktober 2002    | 6. Oktober 2002    |
| Badminton bei den World Masters Games 2002       | Melbourne                | 5. Oktober 2002    | 13. Oktober 2002   |
| Asienspiele 2002/Badminton                       | Busan                    | 6. Oktober 2002    | 14. Oktober 2002   |
| Brazil International 2002                        | São Paulo                | 10. Oktober 2002   | 13. Oktober 2002   |
| Slovak International 2002                        | Prešov                   | 10. Oktober 2002   | 13. Oktober 2002   |
| Badminton-Juniorenweltmeisterschaft 2002         | Pretoria                 | 25. Oktober 2002   | 3. November 2002   |
| Jamaikanische Badmintonmeisterschaft 2002        | Kingston                 | 26. Oktober 2002   | 27. Oktober 2002   |
| Denmark Open 2002                                | Farum                    | 29. Oktober 2002   | 3. November 2002   |
| Hungarian International 2002                     | Budapest                 | 31. Oktober 2002   | 3. November 2002   |
| German Open 2002                                 | Duisburg                 | 7. November 2002   | 10. November 2002  |
| Norwegian International 2002                     | Tønsberg                 | 7. November 2002   | 10. November 2002  |
| Badminton-Asienmeisterschaft 2002                | Bangkok                  | 13. November 2002  | 17. November 2002  |
| Zentralamerika- und Karibikspiele 2002/Badminton | San Salvador             | 19. November 2002  | 30. November 2002  |
| BMW Open 2002                                    | Saarbrücken              | 4. Dezember 2002   | 8. Dezember 2002   |
| Kroatische Badmintonmeisterschaft 2003           | Dubrovnik                | 29. November 2002  | 30. November 2002  |